# Putredeni
Putredeni – wieś w Rumunii, w okręgu Bacău, w gminie Glăvănești. W 2011 roku liczyła 94 mieszkańców.